# Louis-Antoine Garnier-Pagès

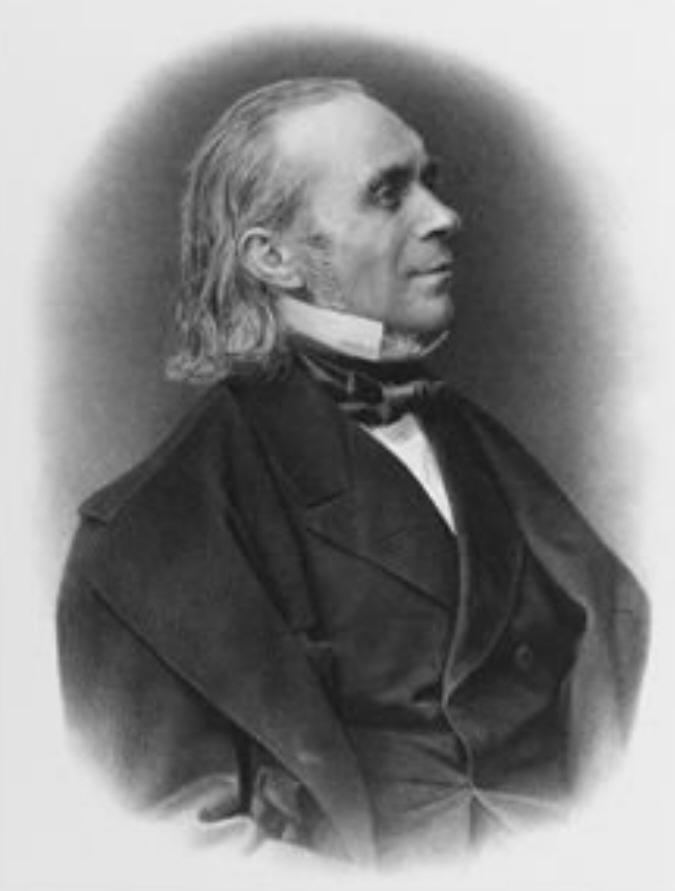
Louis-Antoine Garnier-Pagès.

Louis-Antoine Garnier-Pagès, född 16 februari 1803, död 31 oktober 1878, var en fransk politiker. Han var bror till Étienne Joseph Louis Garnier-Pagès.
Garnier-Pagès började sin bana som handelsagent, valdes som deputerad 1842, anslöt sig till radikala partiet och gjorde sig bemärkt som tala i finansiella frågor. År 1848 blev han medlem av provisoriska regeringen, mär i Paris och senare finansminister. Efter junidagarna röstade han med den mest moderata gruppen inom vänsterpartiet och bekämpade prins Louis-Napoleons politik. Efter att en tid ha varit avlägsnad från politiken gjorde Garnier-Pagès sitt återinträde i Palais-Bourbon 1864 som medlem av oppositionen och blev indragen i de trettons process. År 1870 blev han medlem av den nationella försvarsregeringen.